# Musique Ancienne et les Femmes esclaves

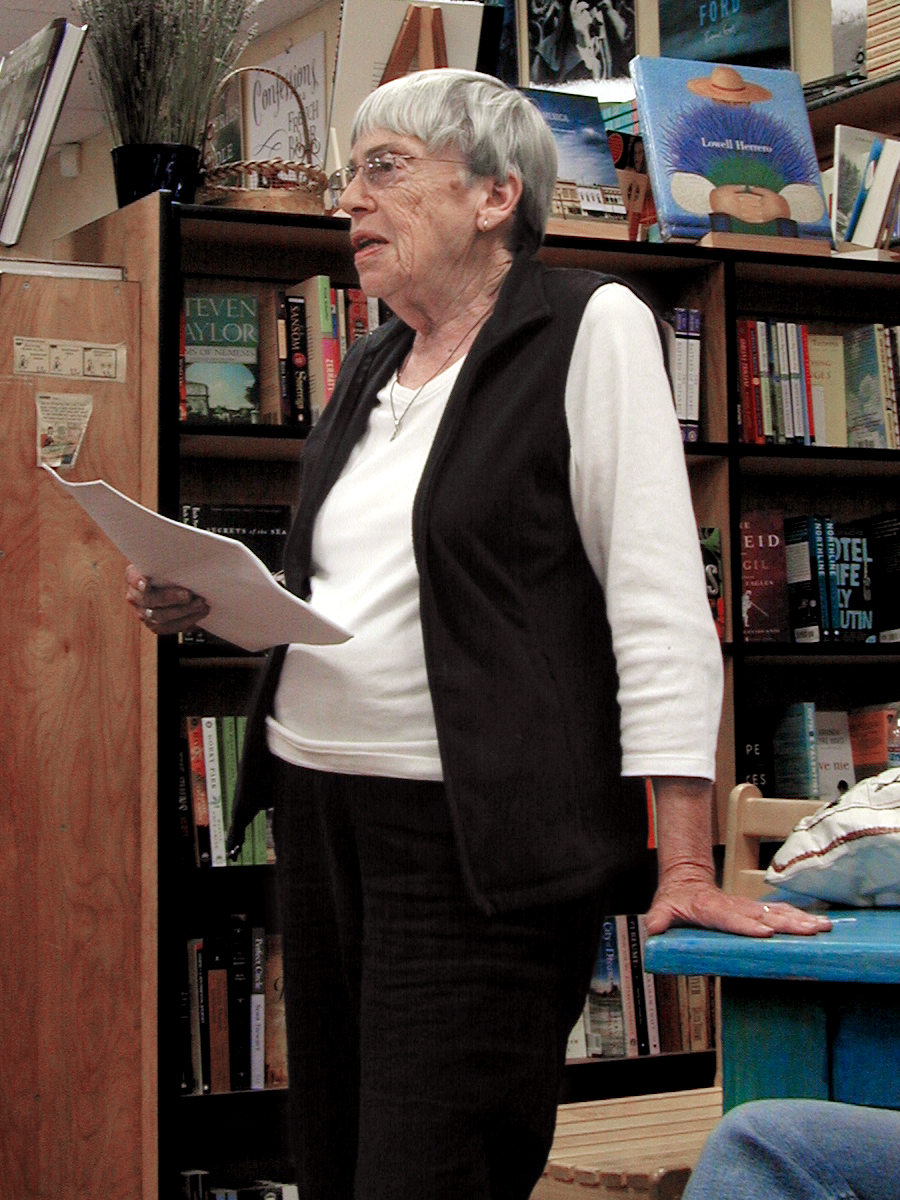
Ursula K. Le Guin en 2008

« Musique Ancienne et les Femmes esclaves » (Old Music and the Slave Women, en version originale anglaise) est une nouvelle de science-fiction d'Ursula K. Le Guin. Elle a été publiée pour la première fois dans l'anthologie Horizons lointains de 1999, éditée par Robert Silverberg, et ensuite dans plusieurs recueils d'œuvres de Le Guin. L'histoire se déroule dans l'univers fictif de l'Ékumen créé par Le Guin, sur la planète Werel. Ce système planétaire est également le décor de la suite de nouvelles de Le Guin Quatre chemins de pardon parue en 1995, et dont cette nouvelle constitue une suite plus sombre. L'économie de Werel est basée sur l'esclavage, et pendant la période où se déroulent les histoires, la société connaît des bouleversements et des révolutions occasionnant des violences.

## Synopsis
« Musique Ancienne et les Femmes esclaves » raconte l'histoire de Sohikelwenyanmurkeres Esdan, originaire de Hain, surnommé « Musique Ancienne », qui apparaît comme un personnage secondaire dans trois des histoires précédentes se déroulant dans ce système. Lassé de la guerre civile qui fait rage à Werel et qui l'a piégé dans l'ambassade des Ekumen, il part à la rencontre des dirigeants de la révolution, mais est capturé et emmené dans un ancien domaine d'esclaves. Il y est torturé par des agents du gouvernement et se lie d'amitié avec les quelques femmes esclaves qui restent.

## Thèmes
Comme les autres nouvelles dont elle est le prolongement, « Musique Ancienne et les Femmes esclaves » explore les thèmes de la révolution contre l'esclavage et de la reconstruction consécutive à son abolition. Il explore les conséquences de la guerre et les réponses à la violence, et suggère que le changement culturel est un processus graduel.

## Réception
La nouvelle a reçu un accueil positif. Bien que la longueur de l'histoire ait suscité quelques critiques, les critiques ont loué le personnage d'Esdan et la représentation de la culture de Werel par Le Guin, l'un d'eux la décrivant comme « douloureusement réelle, à la fois belle et déplorable ».